# Juniorvärldsmästerskapen i alpin skidsport 1997
Juniorvärldsmästerskapen i alpin skidsport 1997 avgjordes i Schladming i Österrike under perioden 26 februari-1 mars 1997 och var det sextonde världsmästerskapet för juniorer.

## Medaljfördelning
| Placering | Nation    | Guld | Silver | Brons | Totalt |
| 1         | Italien   | 4    | 1      | 1     | 6      |
| 2         | Österrike | 2    | 6      | 0     | 8      |
| 3         | Finland   | 1    | 0      | 2     | 3      |
| 3         | Sverige   | 1    | 0      | 2     | 3      |
| 5         | Slovenien | 1    | 0      | 1     | 2      |
| 5         | Tyskland  | 1    | 0      | 1     | 2      |
| 7         | Schweiz   | 0    | 1      | 1     | 2      |
| 8         | Frankrike | 0    | 1      | 0     | 1      |
| 8         | USA       | 0    | 1      | 0     | 1      |
| 10        | Kroatien  | 0    | 0      | 1     | 1      |
| 10        | Norge     | 0    | 0      | 1     | 1      |
|           | Totalt    | 10   | 10     | 10    | 30     |

## Resultat Damer
| Datum            | Plats                 | Disciplin   | Guld             | Silver           | Brons             |
| 26 februari 1997 | Schladming, Österrike | Störtlopp   | Monika Bergmann  | Karin Blaser     | Nadia Styger      |
| 27 februari 1997 | Schladming, Österrike | Super-G     | Karen Putzer     | Karin Blaser     | Tanja Poutiainen  |
| 28 februari 1997 | Schladming, Österrike | Slalom      | Tanja Poutiainen | Sarah Schleper   | Pia Käyhkö        |
| 1 mars 1997      | Schladming, Österrike | Storslalom  | Karen Putzer     | Ingrid Jacquemod | Antonella Marquis |
| 1 mars 1997      | Schladming, Österrike | Kombination | Karen Putzer     | Martina Lechner  | Dalia Lorbek      |

## Resultat Herrar
| Datum            | Plats                 | Disciplin   | Guld            | Silver              | Brons            |
| 26 februari 1997 | Schladming, Österrike | Störtlopp   | Matteo Berbenni | Silvano Beltrametti | Andreas Damstuen |
| 27 februari 1997 | Schladming, Österrike | Super-G     | Martin Stocker  | Harald Pachner      | Markus Larsson   |
| 28 februari 1997 | Schladming, Österrike | Storslalom  | Benjamin Raich  | Patrick Thaler      | Markus Larsson   |
| 1 mars 1997      | Schladming, Österrike | Slalom      | Mitja Dragšič   | Martin Stocker      | Florian Eckert   |
| 1 mars 1997      | Schladming, Österrike | Kombination | Markus Larsson  | Pierre Egger        | Ivica Kostelić   |